# Thomas Kinkade
William Thomas Kinkade III, dit Thomas Kinkade, aussi connu sous le nom de The Painter of Light, né le 19 janvier 1958 à Sacramento (Californie) et mort le 6 avril 2012 à Monte Sereno est un peintre réaliste américain du XXe siècle. Il a fait fortune grâce au tirage de masse de paysages enchanteurs et aussi grâce à ses œuvres qu'il vend via la Thomas Kinkade Company. D'après son entreprise, un Américain sur vingt aurait l’un de ses tableaux.